# Vesperus sanzi
Vesperus sanzi es una especie de insecto coleóptero de la familia Vesperidae. Estos longicornios se distribuyen por el centro-oeste de la península ibérica (España y Portugal).
V. sanzi mide entre 12 y 20 mm, estando activos los adultos en julio y agosto.